# 长春广播经典90
长春广播经典90，是长春人民广播电台的一个频道，前身是长春经济广播电台。内容以音乐、生活为主，广播范围为长春市全部，全天24小时播音。

## 主要节目
- 0:00—5:00 《城市深蓝色》
- 5:00—6:00 《阿蒙说书》
- 6:00—7:00 《养生堂》
- 7:00—8:00 《新闻麻辣烫》
- 8:00—9:00 《上班路上》
- 9:00—10:00 《音乐头等舱》
- 10:00—11:00 《家有贤妻》
- 11:00—12:00 《中午好声音》
- 12:00—13:00 《速溶历史》
- 13:00—14:00 《雅乐霓音》
- 14:00—15:30 《神马都快乐》
- 15:30—16:00 《钟山说事》
- 16:00—17:00 《绝对意外》
- 17:00—18:00 《下班万岁》
- 18:00—19:00 《沸腾吧 体育》
- 19:00—20:00 《青葱话当年》
- 20:00—21:00 《嗨夜》
- 21:00—22:00 《团结就是力量》
- 22:00—22:30 《钟山说事》
- 22:30—23:00 《乐都会》
- 23:00—0:00 《城市日记》

## 播出频率
长春市
| 发射地 | 频率       |
| 南关区 | AM 1332kHz |
| 宽城区 | FM 90.0MHz |

- 1332kHz吉林市也可听到